# Tarsier Studios
Tarsier Studios AB — шведський розробник відеоігор зі штаб-квартирою в Мальме. Студія була заснована в 2004 році і відома своєю франшизою Little Nightmares. В грудні 2019 року шведський холдинговий гігант Embracer Group придбав Tarsier за $1.17 млн. Угода включала 65 співробітників студії та всю ІВ, за винятком Little Nightmares і The Stretchers, права на які залишили за собою їх відповідні власники.

## Історія
Дев'ять розробників, включно з Андреасом Джонссоном і Бйорном Сунессоном, заснували Tarsier Studios у 2004 році. У 1990-х роках Джонссон був звичайним програмістом, але мав бажання перейти в відеоігрову індустрію. Завдяки тому, що багато шведських університетів почали пропонувати курси з розробки ігор, він вступив до університету Карлсгамна, де познайомився з майбутніми засновниками Tarsier Studios. Їх перша гра платформер Tio виграла конкурс геймдизайну організований ветеранами ігрової індустрії. Завдяки перемозі, команда отримала офісне приміщення для розробки. Трохи пізніше бізнес-фонд Sparbanken i Karlshamn придбав значну частку акцій студії. Розробники переробили Тіо в The City of Metronome і відвідали з нею E3 у 2005 році, щоб представити гру видавцям. Команда привернула увагу компаній, зокрема Sony Computer Entertainment, але зрештою ті не підписали жодної видавничої угоди. Деякий час Tarsier працювали фрілансерами, розробляючи прототипи своїх подальших проєктів, один з яких врешті зацікавив Sony. Так з'явилася їх перша видана гра-ремейк Rag Doll Kung Fu. Це стало поштовхом до початку тривалого партнерства з Sony — Tarsier довгий час допомагали оригінальним розробникам Media Molecule створювати дизайн, а пізніше і завантажувальний контент для їх франшизи LittleBigPlanet. У липні 2010 року Tarsier підписали ексклюзивну угоду з Sony.
За цей час команда зросла до 30 осіб і переїхала з Карлсгамна до Мальме. Старий офіс було збережено для продовження фінансових операцій, тоді як новий офіс у Мальме сконцентрувався на розробці консольних ігор. «Надамбітну гру», над якою Tarsier працювали для Sony, було призупинено, коли студії запропонували розробити LittleBigPlanet PS Vita. У червні 2013 року компанія розділилась: частина співробітників на чолі з тепер колишнім генеральним директором Маттіасом Ніґреном перейшла в старий офіс в Карлсгамні, де заснували компанію The Station, а команда Tarsier, що налічувала 40 осіб, залишилися в Мальме на чолі з новим директором Олою Голмдалєм.
Наступним великим проєктом Tarsier став горор під робочою назвою «Hunger». Студія спочатку запропонувала проєкт Sony, але видавець не зацікавився цією грою, що відкрило для Tarsier співпрацю з Bandai Namco Entertainment, які інвестували в проєкт з наміром створити кілька ігор в даній франшизі. Про угоду було оголошено в серпні 2016 року і Hunger було перейменовано на Little Nightmares. В той же час розробники випустили VR-гру Statik для Sony і розпочали роботу над The Stretchers для Nintendo.
У грудні 2019 року студію придбали Embracer Group через свій оперативний підрозділ під керівництвом Goodbye Kansas Game Invest (пізніше відомі як Amplifier Game Invest) у рамках угоди на 99 млн крон, з яких 88 млн студія отримала готівкою та 11 млн у вигляді нещодавно випущених акцій класу B. Приєднання до більшої компанії означало, що студія отримала краще фінансування та більше не потребувала пошуку зовнішніх видавців. Перехід також приніс із собою кадрові зміни — у 2020 році Tarsier найняла колишнього операційного директора Massive Entertainment Олівера Мерлева, а також директора з управління людським ресурсом Еріка Руделіуса. Станом на 2022 рік у компанії залишилося лише троє з дев'яти засновників.

## Розроблені відеоігри
| Рік  | Назва                   | Платформа (и)                                                                 | Видавець                      | Примітки                                     | Дж.    |
| ---- | ----------------------- | ----------------------------------------------------------------------------- | ----------------------------- | -------------------------------------------- | ------ |
| 2009 | Rag Doll Kung Fu        | Windows, PlayStation 3                                                        | Sony Computer Entertainment   | тільки порт для PS3                          | [ 15 ] |
| 2009 | LittleBigPlanet         | PlayStation 3                                                                 | Sony Computer Entertainment   | розробили деякі DLC спільно з Media Molecule | [ 16 ] |
| 2011 | LittleBigPlanet 2       | PlayStation 3                                                                 | Sony Computer Entertainment   | розробили деякі DLC до гри                   | [ 17 ] |
| 2012 | LittleBigPlanet PS Vita | PlayStation Vita                                                              | Sony Computer Entertainment   | спільно з Double Eleven                      | [ 18 ] |
| 2014 | LittleBigPlanet 3       | PlayStation 3, PlayStation 4                                                  | Sony Computer Entertainment   | брали участь у створенні дизайну та аудіо    | [ 19 ] |
| 2015 | Tearaway Unfolded       | PlayStation 4                                                                 | Sony Computer Entertainment   | спільно з Media Molecule                     | [ 20 ] |
| 2017 | Little Nightmares       | Windows, Nintendo Switch, PlayStation 4, Xbox One, Stadia                     | Bandai Namco Entertainment    |                                              | [ 21 ] |
| 2017 | Statik                  | PlayStation VR                                                                | Tarsier Studios Publishing AB |                                              | [ 22 ] |
| 2019 | The Stretchers          | Nintendo Switch                                                               | Nintendo                      |                                              | [ 23 ] |
| 2021 | Little Nightmares II    | Windows, Nintendo Switch, PlayStation 4, PlayStation 5, Xbox One, Xbox Series | Bandai Namco Entertainment    |                                              | [ 24 ] |
| ЩНВ  | Reanimal                | Windows, PlayStation 5, Xbox Series                                           | THQ Nordic                    |                                              | [ 25 ] |

### Скасовані відеоігри
- The City of Metronome